# Trebel
Trebel település Németországban, azon belül Alsó-Szászország tartományban. Lakosainak száma 1001 fő (2023. december 31.). Trebel Langendorf, Gorleben, Prezelle, Lemgow, Woltersdorf, Lüchow és Gusborn községekkel határos.

## Népesség
A település népességének változása:
| Lakosok száma | 1010 | 1003 | 972  | 980  | 986  | 1001 |
|               | 2016 | 2017 | 2019 | 2021 | 2022 | 2023 |